# 埃德蒙一世
埃德蒙一世（921年—946年5月26日）， 被称为“长者”（Elder）、“实干者”（Deed-doer）、“公正者”（Just）和“华丽者”（Magnificent），于939年成为英格兰国王直至去世。他是长者爱德华的儿子，光荣者阿塞尔斯坦同父异母的兄弟。阿塞尔斯坦于939年10月27日去世，埃德蒙随即继位成为英格兰国王。

## 军事威胁
埃德蒙以长者爱德华之子，阿尔弗雷德大帝之孙，埃森沃夫之曾孙，爱格伯特之玄孙以及埃尔曼德之来孙的名义继承了英格兰王位。在刚刚即位后不久，就面临了严重的军事威胁。沃尔夫三世已经占领了诺森布里亚并且开始向中土进攻。942年沃尔夫三世卒，爱德蒙遂于943年重新占领中土。，并成为了约克王沃尔夫的教父。944年，爱德蒙成功收复诺森布里亚。同年，他的盟友约克王沃尔夫丢掉了王位逃往爱尔兰的都柏林，成为了都柏林王沃尔夫，并且继续保持着和他的教父的同盟关系。945年爱德蒙占领斯特拉斯克莱德王国，并把这片土地割让给了苏格兰国王马尔科姆一世以换取苏格兰的军事中立地位。借此，爱德蒙建立起了一种安全的边境政策并与苏格兰保持和平共处关系。在他治下，英格兰的僧院复兴开始了。

## 法王路易四世
埃德蒙的一个为人所知的政治举措就是他在法王路易四世复位中所扮演的角色。路易四世是法王（糊涂的）查理三世和爱德蒙同父异母的姐姐艾德基弗的儿子，在936年登上法国王位以前一直住在西撒克逊的乡下。945年夏季，路易四世被鲁昂的诺斯人俘获，随即被送给于格公爵，羁押起来。据编年史作者里奇勒斯记载，艾德基弗写信给爱德蒙和奥托一世，要求支持她的儿子。爱德蒙则向于格公爵发出愤怒的威胁作为回应。里奇勒斯的记录源于弗洛多德的编年史，里面记述道：
英格兰国王，爱德蒙，向于格公爵派出了信使，讨论国王路易复位的问题，于是于格公爵与他的这个侄子以及王国的其他领导者一起发表了一个公开协议。[...]于格，法兰克公爵，与（黑心的）于格同盟，查理三世的儿子，以及王国的其他领导者，恢复了路易的王位。

## 去世和继承人

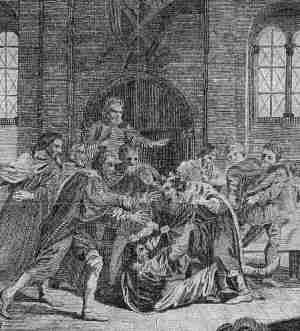
"The Murder of King Edmund at Pucklechurch", drawn by R. Smirke, published in Ashburton's History of England, 1793

946年5月26日，埃德蒙在南格洛斯特郡庞克彻参加圣奥古斯丁纪念日大弥撒的时候，被一名叫做雷欧法的被放逐的盗贼刺杀。编年史作者伍斯特的约翰和马姆斯伯里的威廉详细描写了遇刺的过程，当时贵族们正在宴请爱德蒙，他一眼认出了在人群中的雷欧法，便冲上去攻击他，但不幸的是被雷欧法杀害了。雷欧法随即也在现场被杀。
埃德蒙的妹妹，伊迪丝，神圣罗马帝国皇帝奥托一世的妻子，也于同年早些时候去世，弗洛多德在的编年史946年记载道。
埃德蒙的王位由他的弟弟埃德雷德继承，946年至955年统治英格兰。其后其子也两次成为英格兰国王：
埃德威格，955年至959年成為英格蘭國王，957年后與弟弟愛德加分治，只統治威塞克斯和肯特王国国王，直至959年10月1日去世。
埃德加一世，957年至959年任麥西亚和诺森布里亚国王，直至他的哥哥去世，959年至975年任英格兰国王。